# Уривка
Ури́вка (рос. Урывка) — селище у складі Тюменцевського району Алтайського краю, Росія. Адміністративний центр та єдиний населений пункт Уривської сільської ради.

## Населення
Населення — 419 осіб (2010; 479 у 2002).
Національний склад (станом на 2002 рік):
- росіяни — 99 %